# Gracias a ti
«Gracias a ti» es el tercer sencillo oficial de Wisin & Yandel de su álbum La revolución, lanzado el 17 de agosto de 2009 que también contiene un remix de la canción con el cantante español Enrique Iglesias. La canción es una muestra romántica que cuenta la historia de un hombre que le dedica la canción a su madre.

## Video musical
Tiene como productores a Jessy Terrero y Luis Carmona, fue grabado el 1 de octubre de 2009 en el estadio Luna Park de Buenos Aires, en un concierto en vivo para casi 20.000 personas.
El video quiere dar a entender ''Gracias a ti'' (Gracias a esa mujer que tanto lo ha ayudado es lo que es ahora).

## Remix oficial
Se hizo un remix de la canción con la colaboración del cantante español Enrique Iglesias, que fue incluido en su nuevo disco La Revolución. Fue grabado el 2 de noviembre de 2009 el vídeo musical para el remix con Enrique Iglesias en el Luna Park de Buenos Aires, y fue lanzado a mediados de noviembre. Fue dirigido por Jessy Terrero y Luis Carmona.

## Listas
| Lista (2009)                      | Máxima posición |
| --------------------------------- | --------------- |
| U.S. Billboard Hot Latin Songs    | 1               |
| U.S. Billboard Latin Rhythm Songs | 5               |
| U.S. Billboard Latin Pop Songs    | 3               |
| U.S. Billboard Tropical Songs     | 1               |
| Venezuela (Record Report)         | 12              |